# 新日本建設
新日本建設株式会社（しんにほんけんせつ）は、千葉県千葉市美浜区に本社を置く建設会社および不動産会社である。マンション用地の取得・企画・設計･施工・分譲･管理・アフターサービスの全てを「自社一貫体制」で推進している。

## 概要
分譲マンションを首都圏を中心に8000戸以上を供給している。ウェリス稲毛はグッドデザイン賞を受賞している。幕張メッセ国際会議場、ホテル ザ・マンハッタンなどの施設建設にも関わっている。また、中華人民共和国瀋陽市の再開発事業にも参画している。

## 沿革
- 1964年10月 - 有限会社金綱工務店設立。
- 1969年2月 - 株式会社金綱工務店に改組。
- 1972年4月 - 現社名に変更。
- 1989年12月 - 株式を店頭公開。
- 1994年10月 - 東京証券取引所2部上場。
- 2002年3月 - 東京証券取引所1部指定替え。
- 2014年(平成26年)5月 - 東京支店を中央区日本橋に移転。

## ブランド名
- エクセレントシティ
- エクセレントプレイス
- エクセレントスクエア

## 関連会社
- 新日本コミュニティ
- 新日本不動産
- 建研
- 新日興進（瀋陽）房地産有限公司